# Desastres em 1962
Nesta página encontrará referências aos desastres ocorridos durante o ano de 1962.

## agosto
- 20 de agosto - Avião da Panair do Brasil cai na Baía de Guanabara, no Rio de Janeiro deixando 15 mortos.[1]

## setembro
- 1 de setembro - Terremoto deixa 12 mil mortos no Irão.

## novembro
- 27 de novembro - Viscount da Varig choca-se com avião pequeno e cai na Cordilheira dos Andes, no Peru matando 66 pessoas.

## dezembro
- 14 de dezembro - Avião da Panair do Brasil cai na periferia de Manaus deixando 50 mortos.